# Stefan Majtkowski
Stefan Majtkowski (ur. 13 stycznia 1899 w Bydgoszczy, zm. 30 września 1985 tamże) – polski lekkoatleta, wielokrotny medalista mistrzostw Polski.

## Kariera
Był wszechstronnym lekkoatletą. Największe sukcesy odnosił w skoku o tyczce, ale z powodzeniem startował również w skoku wzwyż i biegu na 110 m przez płotki.
Zdobył wiele medali w mistrzostwach Polski, choć nigdy nie został mistrzem Polski. Był wicemistrzem w skoku o tyczce w 1930 i  1931, a brązowym medalistą w skoku o tyczce w 1924, 1925, 1926, 1928 i 1932, w skoku wzwyż w 1926 i 1928  oraz w biegu na 110 m przez płotki w 1924.
W latach 1929–1931 wystąpił w czterech meczach reprezentacji Polski w skoku wzwyż i skoku o tycze (6 startów), bez zwycięstw indywidualnych.
Rekordy życiowe:
- skok wzwyż – 1,75 m (26 sierpnia 1928, Bydgoszcz)
- skok o tyczce – 3,60 m (15 czerwca 1930, Warszawa)
- dziesięciobój – 4910,22 p (20 września 1931, Grudziądz)

Był zawodnikiem Sokoła Bydgoszcz (1920-1938). Miał wykształcenie średnie.